# Paul Heidemann
Paul Heidemann (26 de octubre de 1884 - 20 de junio de 1968) fue un actor, director y productor cinematográfico de nacionalidad alemana, con una carrera desarrollada en buena parte en la época del cine mudo.

## Biografía
Nacido en Colonia, Alemania, tras un tiempo aprendiendo el negocio del tabaco, tomó clases de actuación con el actor de la compañía Meininger Leopold Teller. Su debut tuvo lugar en 1906 en Hanau interpretando al Príncipe Karl-Heinz en la opereta Alt-Heidelberg.
En 1909 trabajó en el teatro en Breslavia, cantando en la opereta de Bruno Granichstaedten Bub oder Mädel. Heidemann se ganó una reputación como comediante de talento, y por recomendación del compositor Jean Gilbert en 1911 fue a Berlín. Allí actuó en la obra de Die keusche Susanne.
Franz Porten lo descubrió para el cine, y en 1912 hizo en Das Brandmal ihrer Vergangenheit su primer papel protagonista. Entre 1914 y 1918 se dedicó principalmente al rodaje de las series de comedias protagonizadas por los personajes Teddy y Paulchen, a los cuales él encarnaba. Incluso actuó en un temprano crossover ficcional con el film Paul und Teddy, en el que hacía un doble papel. Además de su actividad interpretativa, Heidemann también trabajó como director cinematográfico. 

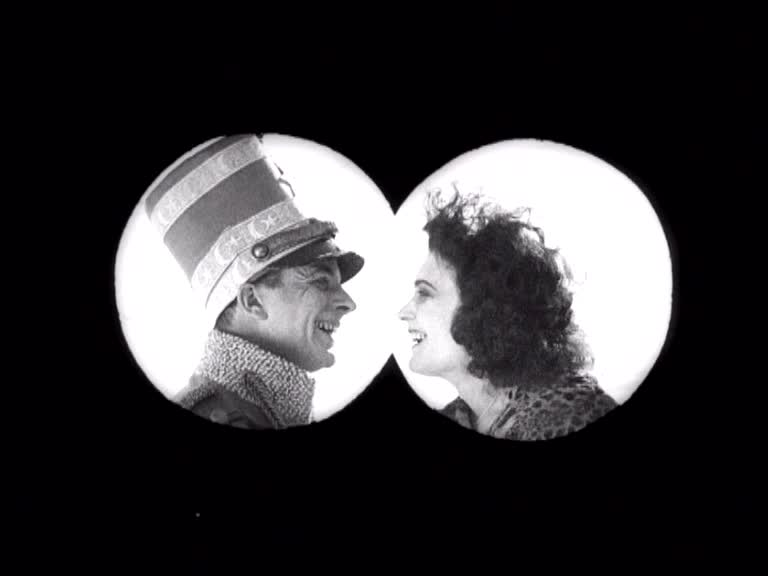
Escena de Paul Heidemann y Pola Negri en el film de Ernst Lubitsch Die Bergkatze (1921)

En los años 1920 Heidemann actuó en numerosas películas de todo tipo, pero principalmente comedias. Al mismo tiempo, actuaba en salas de Berlín representando habitualmente operetas.
Más adelante, en los años de la Segunda Guerra Mundial, Heidemann también dirigió varias producciones cinematográficas, algunas de ellas comedias. Finalmente, en los años 1950 volvió a su faceta interpretativa, haciendo diversos papeles en cintas realizadas en Alemania Occidental así como en la República Democrática Alemana, con producción de la DEFA.
Paul Heidemann falleció en Berlín, Alemania, en 1968.

## Selección de su filmografía
| - 1912: Das Brandmal ihrer Vergangenheit - 1914: Angelas Mietgatte (director) - 1914: Ihr Unteroffizier - 1914: Die beiden Schwestern - 1914: Teddy als Filmoperateur - 1914: Teddy chloroformiert seinen Vater - 1914: Teddy ist herzkrank - 1914: Teddy lässt Mäuse tanzen - 1914: Teddy und die Filmschauspielerin - 1914: Teddys Himmelfahrt - 1914: Teddys Hochzeitsmorgen - 1914: Teddys Verlobungsfahrt - 1915: Teddy im Schlafsofa - 1915: Teddys Frühlingsfahrt - 1915: Teddys Geburtstagsgeschenk - 1916: Der bestrafte Don Juan - 1916: Teddy … sein Diener - 1916: Teddy geht zum Theater - 1916: Teddy und der Rosenkavalier - 1916: Teddy und die Hutmacherin - 1916: Teddy wird verpackt (actor, director) - 1916: Teddy züchtet Notkartoffeln - 1916: Teddy’s Badeabenteuer - 1916: Wie Teddy zu einer Frau kam - 1916: Paulchen Semmelmann - 1917: Ein Jagdausflug nach Berlin (director) - 1917: Paul und Teddy - 1917: Paulchen im Liebesrausch - 1917: Paulchen, der Mohrenknabe - 1918: Paulchen heiratet seine Schwiegermutter - 1918: Paulchen Pechnelke - 1918: Paulchens Millionenkuss - 1918: Paulchen Semmelmanns Flegeljahre - 1919: Los vom Weibe (director, productor) - 1920: Der Dummkopf - 1920: S. M. der Reisende - 1921: Die Bergkatze - 1922: So sind die Männer - 1923: Der Sprung ins Leben - 1923: Die Spitzen der Gesellschaft (director, productor) - 1924/1925: Der behexte Neptun. Paulchen als Sportsmann | - 1925: Die vertauschte Braut - 1926: Der lachende Ehemann - 1927: Eine kleine Freundin braucht ein jeder Mann (actor, guionista, durector, productor) - 1930: Die große Sehnsucht - 1930: Pension Schöller - 1930: Der keusche Josef - 1931: Ihre Hoheit befiehlt - 1933: Ganovenehre - 1934: Prinzessin Turandot - 1934: Da stimmt was nicht - 1936: Spiel an Bord - 1937: Der Unwiderstehliche - 1937: Der Lachdoktor - 1938: Liebesbriefe aus dem Engadin - 1939: Schneider Wibbel - 1940: Mein Mann darf es nicht wissen (dirección) - 1941: Krach im Vorderhaus (dirección) - 1942: Weiße Wäsche (dirección) - 1943: Floh im Ohr (dirección) - 1949: Madonna in Ketten - 1951: Königin einer Nacht - 1952: Wenn abends die Heide träumt - 1952: Der fröhliche Weinberg - 1953: So ein Affentheater - 1954: Die süßesten Früchte - 1954: Ännchen von Tharau - 1954: Rittmeister Wronski - 1955: Ein Polterabend - 1955: Premiere im Metropol - 1955: Oh – diese „lieben“ Verwandten - 1956: Heimliche Ehen - 1956: Junges Gemüse - 1957: Bärenburger Schnurre - 1958: Meine Frau macht Musik - 1958: Piefke, der Schrecken der Kompanie - 1958: Das Stacheltier: Abenteuer auf dem Mond - 1961: Die göttliche Jette |